# Charles King (kolarz)
Charles Thomas King (ur. 12 czerwca 1911 w Putney, zm. 19 lipca 2001 w Wellington) – brytyjski kolarz torowy, brązowy medalista olimpijski.

## Kariera
Największy sukces w karierze Charles King osiągnął w 1936 roku, kiedy wspólnie z Ernestem Millsem, Ernestem Johnsonem i Harrym Hillem zdobył brązowy medal w drużynowym wyścigu na dochodzenie podczas igrzysk olimpijskich w Berlinie. Był to jedyny medal wywalczony przez Kinga na międzynarodowej imprezie tej rangi. Był to również jego jedyny start olimpijski. Nigdy nie zdobył medalu na torowych mistrzostwach świata.